# María Félix
Pour les articles homonymes, voir Félix.
María Félix, née le 8 avril 1914 à Álamos (en) et morte le 8 avril 2002 à Mexico, est une actrice et collectionneuse d'œuvres d'art mexicaine.
Elle était surnommée, surtout vers la fin de sa carrière, La Doña, « la Dame ». Au cours de sa longue carrière au cinéma, elle a tourné 47 films dans différents pays tels que le Mexique, l'Italie, la France, l'Argentine et l'Espagne. Elle meurt le jour de ses 88 ans. Elle fut également surnommée María Bonita ou La Mexicana.

## Biographie
La date de naissance de María Félix est sujette à controverse. Il existe un certain consensus selon lequel elle serait née le 8 avril 1910 plutôt qu'en 1914, date plus flatteuse qui figure dans son éloge funèbre du New York Times, et dont aucune preuve n'a été apportée.
Son père, Bernardo Félix, était d'origine Yaqui et sa mère, Josefina Güereña, d'origine espagnole. Elle a été élevée dans un couvent à Pico Heights, en Californie.
Entre 1942 et 1971, elle joua dans quarante-sept films, au Mexique, en France et en Italie. Elle ne fut jamais célèbre aux États-Unis pour avoir refusé d'y jouer de petits rôles et avoir perdu le rôle de Pearl Chavez dans Duel au soleil, prévu pour elle ; pour des questions de planning, elle fut remplacée par l'Américaine Jennifer Jones.
Elle a été mariée quatre fois, d'abord à trois Mexicains : Enrique Álvarez avec qui elle eut son seul enfant (Enrique Álvarez Félix 1934-1996), le chanteur Agustín Lara, qui composa en son honneur plusieurs chansons (dont Maria Bonita, Aquel Amor, Noche de Ronda), le chanteur Jorge Negrete, et enfin le millionnaire français Alex Berger. Elle a également eu une liaison avec le peintre muraliste Diego Rivera qui voulait alors divorcer d'avec sa femme Frida Kahlo pour l'épouser. Il a réalisé plusieurs peintures à l'huile de María. Un de ces portraits de l’actrice mexicaine disparaît au Mexique depuis quatre ans, après la mort de son dernier propriétaire, le chanteur Juan Gabriel.
De la fin 1950 au printemps 1954, María Félix a aussi vécu un amour passionné avec Suzanne Baulé dite Frede, qui dirigeait alors le cabaret « Le Carroll's », rue de Ponthieu à Paris. Les deux femmes ont habité ensemble à l'hôtel George-V, et Frede a suivi María Félix sur ses tournages à Buenos Aires et São Paulo. Leur violente rupture, en 1954, a donné lieu à un procès, María Félix voulant reprendre des bijoux qu'elle avait offerts à Frede et l'accusant de vol. María Félix a perdu son action en justice, et Frede a conservé les bijoux
Elle est proche du peintre français Antoine Tzapoff et l’aide à monter plusieurs expositions consacrées aux peuples autochtones du Mexique tandis qu’il réalise plusieurs portraits d’elle.
Elle meurt le lundi 8 avril 2002 des suites d'une insuffisance cardiaque à son domicile du quartier huppé de Polanco, à l'ouest de Mexico, le jour de son 88e anniversaire. Son corps a été transporté de sa résidence la Casa de Las Tortugas au Palacio de Bellas Artes où un hommage lui a été rendu. Son corps a été enterré dans une tombe familiale au Panteón Francés de San Joaquín situé à Mexico.

## Carrière
María Félix s'impose comme une icône dans son pays dès son premier film en 1943. Elle se spécialise dans le (mélo)drame romantique, souvent métissé d'aventures, parfois inspiré de Stefan Zweig, Pierre Benoit, Alexandre Dumas fils, Rómulo Gallegos ou Vicente Blasco Ibáñez. Chacune de ses compositions entre au panthéon cinématographique mexicain. La star tourne particulièrement avec Emilio Fernández et a pour partenaires des vedettes internationales : Pedro Armendáriz, Fernando Rey et Antonio Vilar.
En 1951, María Félix interprète deux films en Europe : La Couronne noire de Luis Saslavsky sur une histoire de Jean Cocteau aux côtés des Italiens Rossano Brazzi et Vittorio Gassman, et Messaline de Carmine Gallone face au Français Georges Marchal.
L'idole revient à son public hispanique, jouant notamment avec Carlos Thompson en Argentine et retrouvant Emilio Fernández pour Reportaje (1953) où elle incarne une star de cinéma.
Elle revient en Europe pour incarner La Belle Otero, sous la direction de Richard Pottier, en 1954, d'après les mémoires de la célèbre danseuse, et surtout pour French Cancan de Jean Renoir avec pour principal partenaire Jean Gabin et pour rivale la juvénile Françoise Arnoul. María Félix enchaîne avec Les héros sont fatigués (1955) face à Yves Montand.
Fidèle à son principe d'alternance, l'actrice revient à des compositions mexicaines, notamment dans Faustina (1957), une adaptation libre du Faust de Goethe et dans une seconde adaptation de Vicente Blasco Ibáñez avec  Jack Palance.
En 1959, plus active que jamais, la star s'illustre dans Sonatas de l'Espagnol Juan Antonio Bardem, au côté de Francisco Rabal dans La Cucaracha d'Ismael Rodríguez avec une autre icône mexicaine : Dolores del Río, et dans un autre sommet de sa carrière internationale : La fièvre monte à El Pao de Luis Buñuel aux côtés de Gérard Philipe.
Elle tourne ensuite, encore quelques films dans son pays, dont Amor y sexo (1964) de Luis Alcoriza (adaptation du roman Sapho d'Alphonse Daudet), et se retire en 1971.
Sa vaste filmographie comprend des mélodrames paysans et révolutionnaires, des drames urbains ou encore des adaptations de romans réalistes et naturalistes, elle a notamment joué des femmes hautaines et dédaigneuses qui se sont rebellées contre des personnages au type macho arrogant. A mi-chemin entre la dévoreuse d'hommes et l'idéal de la beauté inaccessible, elle représentait l'archétype de la femme fatale.

## Chevaux
María Félix a remporté plusieurs prix avec l'écurie qu'Alex Berger a mise à son nom et qui comptait 87 chevaux, étant l'une des plus importantes de France. Elle fut propriétaire de quelques très bons chevaux de courses comme le célèbre Nonoalco, vainqueur notamment du Prix Morny (1973), du Prix de la Salamandre (1973), des 2000 Guinées (1974) et du Prix Jacques Le Marois (1974). Caracolero, un autre bon cheval, remporta en 1974 le Prix du Jockey Club. Elle est membre du Hall of Fame des courses françaises. 

## Filmographie
- 1943 : El Peñón de las Ánimas de Miguel Zacarías : María Ángela Valdivia
- 1943 : María Eugenia de Felipe Gregorio Castillo : María Eugenia
- 1943 : La Femme sans âme (La Mujer sin alma) de Fernando de Fuentes : Teresa
- 1943 : Doña Bárbara de Fernando de Fuentes : Doña Bárbara, "La Doña"
- 1944 : China poblana de Fernando A. Palacios : Frances Erskine
- 1944 : Amok d'Antonio Momplet : Madame Belmont / Madame Travis
- 1944 : La Monja alférez d'Emilio Gomez Muriel : Catalina Erauso "La Monja Alférez" / Don Alonso
- 1945 : El monje blanco de Julio Bracho : Galata Orsina
- 1946 : Vértigo d'Antonio Momplet : Mercedes Mallea
- 1946 : La Devoradora de Fernando de Fuentes : Diana de Arellano
- 1946 : Enamorada d'Emilio Fernández : Béatrix Penafiel
- 1946 : La Femme de tout le monde (La mujer de todos) de Julio Bracho : María Romano
- 1947 : La Déesse agenouillée (La diosa arrodillada) de Roberto Gavaldón : Raquel
- 1948 : Rio escondido, ville d'enfer (Rio escondido) d'Emilio Fernández : Rosaura Salazar
- 1948 : Que Dios me perdone de Tito Davison : Lena Kovach / Sofia
- 1948 : Maclovia d'Emilio Fernández : Maclovia
- 1948 : Du sang à l'aube (Mare nostrum) de Rafael Gil : Freyra
- 1949 : Una mujer cualquiera de Rafael Gil : Nieves Blanco
- 1950 : La Diablesse (Doña Diabla) de Tito Davison : Angela
- 1950 : La Noche del sabado de Rafael Gil : Imperia
- 1951 : La Couronne noire de Luis Saslavsky : Mara
- 1951 : Le Trésor maudit (Incantesimo tragico) de Mario Sequi : Oliva
- 1951 : Messaline de Carmine Gallone : Messaline
- 1953 : Le Calvaire d'une courtisane (La pasión desnuda) de Luis César Amadori : Malva Rey
- 1953 : Reportaje d'Emilio Fernández : l'actrice
- 1954 : Passion sauvage (Camelia) de Roberto Gavaldón : Camelia Peral
- 1954 : El rapto d'Emilio Fernández : Aurora Campos
- 1954 : La Belle Otero de Richard Pottier : Carolina Otero
- 1955 : French Cancan de Jean Renoir : « La Belle Abbesse »
- 1955 : Les héros sont fatigués d'Yves Ciampi : Manuella
- 1956 : La escondida de Roberto Gavaldón : Gabriela
- 1956 : Canasta de cuentos mexicanos de Julio Bracho, segment La Tigresa : Luisa Bravo
- 1957 : Quand gronde la colère (Tizoc (Amor indio)) d'Ismael Rodríguez : María
- 1957 : Faustina (Si Fausto fuese Faustina) de José Luis Sáenz de Heredia : Faustina
- 1958 : Miércoles de ceniza de Roberto Gavaldón : Victoria Rivas
- 1959 : Fantasia mexicaine (Café Colón) de Benito Alazraki : Monica
- 1959 : La cucaracha d'Ismael Rodríguez : La Cucaracha
- 1959 : Le Tumulte des sentiments (Flor de mayo) de Roberto Gavaldón : Magdalena Gamboa
- 1959 : Sonatas de Juan Antonio Bardem : La Niña Chole
- 1959 : La fièvre monte à El Pao de Luis Buñuel : Inés Rojas/Vargas
- 1960 : La estrella vacía d'Emilio Gómez Muriel : Olga Lang
- 1961 : Juana Gallo de Miguel Zacarías : Ángela Ramos (Juana Gallo)
- 1963 : La Bandida de Roberto Rodríguez : María Mendoza (La Bandida)
- 1964 : Amor y sexo de Luis Alcoriza : Diana
- 1966 : La Valentina de Rogelio A. González : Valentina Zúñiga
- 1970 : La constitución d'Ernesto Alonso (série télévisée), 50 épisodes : María Guadalupe
- 1970-1971 : Cristina de Juan Lamata (série télévisée), 74 épisodes : Domenica, La Leona
- 1971 : La generala de Juan Ibáñez : Mariana Sampedro (La Generala)

## Distinctions

### Récompenses
- Prix Ariel 1947 : Meilleure actrice pour Enamorada
- Prix Ariel 1949 : Meilleure actrice pour Rio escondido, ville d'enfer
- Prix Ariel 1951 : Meilleure actrice pour La Diablesse
- Premio Menorah otorgado pour La cucaracha
- Prix Ariel 1986 : Ariel d'or d'honneur pour sa carrière
- Ordre des Arts et des Lettres 1996
- Festival international de films de femmes de Créteil 1997, 18e édition : Prix d'honneur
- Festival international du film latino de Los Angeles 2000 : Prix d'honneur pour sa carrière
- Médaille de l'université nationale autonome du Mexique

### Nominations
- Prix Ariel 1946 : Meilleure actrice pour El monje blanco
- Prix Ariel 1955 : Meilleure actrice pour Passion sauvage

## Source
- (en) Cet article est partiellement ou en totalité issu de l’article de Wikipédia en anglais intitulé « María Félix » (voir la liste des auteurs).